# Leptodeira septentrionalis
La culebra ojo de gato norteña (Leptodeira septentrionalis) es una especie de serpiente que pertenece al género Leptodeira. Su área de distribución incluye el sur de Estados Unidos (sur de Texas), México, Belice, Guatemala, El Salvador, Honduras, Nicaragua, Costa Rica, Panamá, Colombia, Venezuela, Ecuador y el norte de Perú.